# ميرا ناندان
ميرا ناندان هي ممثلة هندية، ولدت في 26 نوفمبر 1990 في الهند.

## وصلات خارجية
- ميرا ناندان على موقع IMDb (الإنجليزية)
- ميرا ناندان على موقع قاعدة بيانات الفيلم (الإنجليزية)